# Vasconia

Ducado de Vasconia bajo Odón el Grande (c. 710-740).

Vasconia es un término cultural y antropológico, sin valor político, que designa la comunidad cultural y antropológica vasca. Ha tenido diferentes connotaciones según el momento histórico, siendo utilizado en general significado equivalente al término vasco Euskal Herria. Sin embargo, su uso no es muy frecuente fuera de ámbitos de especialidad y ha perdurado durante largo tiempo sobre todo en el registro de la lengua culta. 
En su origen, es el nombre latino que recibió el territorio habitado por los vascones en tierras de Navarra, zonas fronterizas de Aragón y Guipúzcoa además de una zona amplia de la actual Rioja. La zona de La Rioja perteneciente a la Vasconia primitiva, abarcaba la zona del valle del Ebro desde Alfaro (Graccurris) hasta cerca del río Leza si se hace caso del texto de Tito Livio (59 a. C.–17) quien, en un breve pasaje del fragmento XCI de su obra sobre la campaña del año 76 a. C. de la guerra sertoriana, relata cómo tras remontar el río Ebro y la civitas de Calagurris Nasica, se atraviesa el territorio llano de los vascones o Vasconum agrum hasta los lindes de sus vecinos inmediatos, los berones.
Posteriormente, Vasconia se empleó también para designar los territorios relacionados con el merovingio ducado de Vasconia, evolucionando en este caso al término Wasconia y, más tarde, Gascuña.

## Origen y extensión del término

### Origen
"Vasconia" es un vocablo que se encuentra por primera vez hacia el año 394 de nuestra era, en una carta de Paulino de Nola a Ausonio, milenio y medio antes de que se difundiera el neologismo País Vasco, que en castellano aparece por primera vez en 1818. Anteriormente los historiadores clásicos Livio, Plinio, Estrabón y Ptolomeo ya se habían referido al territorio de los vascones, en el cual diferenciaron el Vasconum saltus y el Vasconum agrum y que entre el siglo II a. C. y siglo I a. C. se extendió sobre la totalidad de la moderna provincia de Navarra, el noroeste de Aragón, una franja de Guipúzcoa y el norte de La Rioja.
En la historiografía contemporánea, al periodo visigodo y franco Gregorio de Tours ya utilizó la variante Wasconia para designar los territorios de la vertiente continental de los Pirineos, que en una evolución medieval del nombre dio lugar a Gascuña.
En el mapamundi de Saint-Sever (en Gascuña) de comienzos del siglo XI, aparece «Wasconia», que se extiende entre «Aquitania» y «Gallicia» y junto a esta, «Lusitania», estas dos con un tamaño de letra menor. Con grafía mucho menor aparecen «aſtures» y «Cantabria». El término de «Francia» se recoge más al norte, tras «Gallia Lugdunense» y la «Gallia Belgica». El autor, Estefano García, era pariente de los vizcondes de Sola, y sería obispo de Oloron.
Según interpreta Armando Besga, el término «Wasconia», en dicho mapamundi, no era la actual Vasconia, sino Gascuña, si bien ésta incluía a las actuales Labort, Sola y parte de la Baja Navarra, y el término «Cantabria» tal vez fuera una denominación erudita del Reino de Pamplona (que en aquel momento incluía a las actuales Álava, Guipúzcoa, Vizcaya y parte de Navarra).
El letrado Arnaud Oihenart en su obra Notitia utriusque Vasconiae tum ibericae tum aquitanicae (1638) equipara a sus dos Vasconias con los países vascos de ambos lados de la frontera.

### Extensión
El término "Vasconia" en un principio tuvo un significado circunscrito a un grupo étnico, en cierta manera delimitado lingüísticamente en torno al idioma protovasco, ampliándose con posterioridad a nuevas acepciones como la histórico-antropológica, que rebasaba la demarcación étnica, y por último la política, la cual reivindicaba una unidad política fundamentada sobre las dos acepciones precedentes. El común denominador de las distintas acepciones radica en la raíz vascona de parte de los pobladores.

## Según elDLE, laRALVy laEnciclopedia Espasa
Vasconia es el nombre en castellano empleado, por un lado, para denominar la región que habitaron los vascones, un pueblo preindoeuropeo ubicado entre los Pirineos y la cordillera Cantábrica; y por otro, a la región histórico-antropológica que comprende Navarra, el País Vasco en España y el País Vasco francés en Francia, según la Real Academia de la Lengua Vasca. También se ha empleado como sinónimo País Vasco-Navarro.
En el Diccionario de la lengua española, la entrada "Vasconia" no figura, al tratarse de un nombre propio, pero se hace referencia expresa a la región mediante el adjetivo de la misma:

Vascón,na: (Del latín Vascŏnes) 
adj. Natural de la Vasconia, región de la España Tarraconense
2.Perteneciente o relativo a esta región.

Según la base de datos de Onomástica Vasca de la Real Academia de la Lengua Vasca, la forma normalizada en euskera de "Vasconia" sería "Euskal Herria", y la misma Academia cita "Vasconia" como el topónimo propio en castellano y por tanto sinónimo de la forma eusquérica Euskal Herria:

En castellano y francés, como se sabe, las designaciones han sido varias para el conjunto de que hablamos: Vasconia, País Vasco, País Vasco-Navarro, Vasconie, Pays Basque. Cabe señalar que País Vasco es el eco de la denominación francesa Pays Basque, difundida sobre todo en el siglo XIX, y que anteriormente se constata la forma Basque sola, funcionando como sustantivo; por ejemplo, en el famoso mapa de Jean Baptiste Nolin (París, 1704), se lee Mer de Basque, y debajo la forma latina: Tarbellicus sinus.

Así como la Enciclopedia Espasa, donde figura la entrada Vasconia:

Llámase hoy Vasconia al territorio que comprende las provincias españoles de Navarra, Álava, Guipúzcoa y Vizcaya y los antiguos países de Labourd, la Soule y la Baja Navarra, en el departamento de los Bajos Pirineos de Francia. (...) Vasconia tuvo en un principio un valor circunscrito a una porción geográfica del territorio vasco; luego se aplicó a zonas más extensas y ha servido, por último, para denotar una unidad étnica, más que para fijar una unidad política. Con el mismo alcance se ha dispuesto de las formas Euskal-Eria, Euskaria y Euskeria.

## Acepciones del término

### Etnolingüística

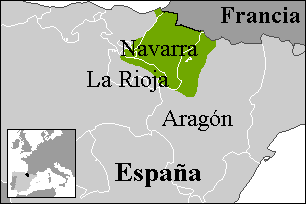
Ubicación de los vascones en la época romana sobre un mapa actual

La acepción etnográfica de Vasconia hace alusión al territorio donde se localizaban las tribus de los vascones en la Edad Antigua, el cual fue variando a lo largo del tiempo, dándose un desplazamiento migratorio en dirección este-oeste. En la época romana, la localización aproximada de Vasconia estaba entre el valle alto del río Ebro y la vertiente peninsular de los Pirineos occidentales, una región que corresponde en la actualidad con la práctica totalidad de la Navarra y áreas del noroeste de Aragón (comarcas de la Jacetania, las Cinco Villas y Ribera Alta del Ebro principalmente), y el norte de La Rioja.

Lo más probable es, pues, que la Vasconia, principiando desde la costa del mar Océano próxima del promontorio de Olearso, corría al Mediodía por la cumbre del Pirineo hasta la Ciudad de Jaca inclusive. De aquí bajaba hacia el Occidente hasta las corrientes del río Ebro, pasando por Calahorra, el Moncayo y comarcas de Tarazona. Tal es, al menos, la extensión que comúnmente señalan los autores de la expresada región, salvo algunas pequeñas diferencias que no alteran el concepto general. En esta conformidad, pertenecía a la misma un corto trecho de la costa marítima extrema del mar Océano Cantábrico, todo el antiguo reino de Navarra, una parte del de Aragón, y algo de la Rioja hasta el Ebro y sus corrientes.

Posteriormente ocuparían, desplazando a los autrigones, caristios y várdulos, la región que corresponde hoy en día al País Vasco, pudiéndose distinguir entre una Vasconia primitiva, vinculada principalmente con el valle del Ebro, y una nueva Vasconia orientada con el mar Cantábrico.
Vasconia no representaba una entidad política-administrativa al tener la mayoría de sus pobladores un desarrollo social aún tribal, sino que estaba integrada en el sistema político-administrativo del Imperio romano. Dentro de este sistema, Vasconia formaba parte del territorio adscrito al convento jurídico de Caesaraugusta (actual Zaragoza), comprendido dentro de la provincia romana de la Tarraconense (Hispania Citerior Tarraconensis), que a su vez estaba integrada en Hispania (Diocesis Hispaniarum). En Vasconia se localizaban ciudades de fundación romana como Alavona (Alagón), Calagurris (Calahorra), Cascantum (Cascante), Iacca (Jaca), Oiasso (Irún), Pompaelo (Pamplona), Segia (Ejea de los Caballeros), etc.
Los vascones fueron romanizados y en los siglos venideros adoptaron el cristianismo, al igual que el resto de Hispania y la Galia, quedando por tanto como único elemento cultural propio de los vascones el idioma, el cual actuaba como elemento diferenciador en un contexto lingüístico romance. La extensión de Vasconia se correspondía con el ámbito territorial de la lengua vasca, siendo su significado ‘las tierras del euskera’, reduciéndose el ámbito territorial en función del retroceso del euskera.

### Histórico-antropológica

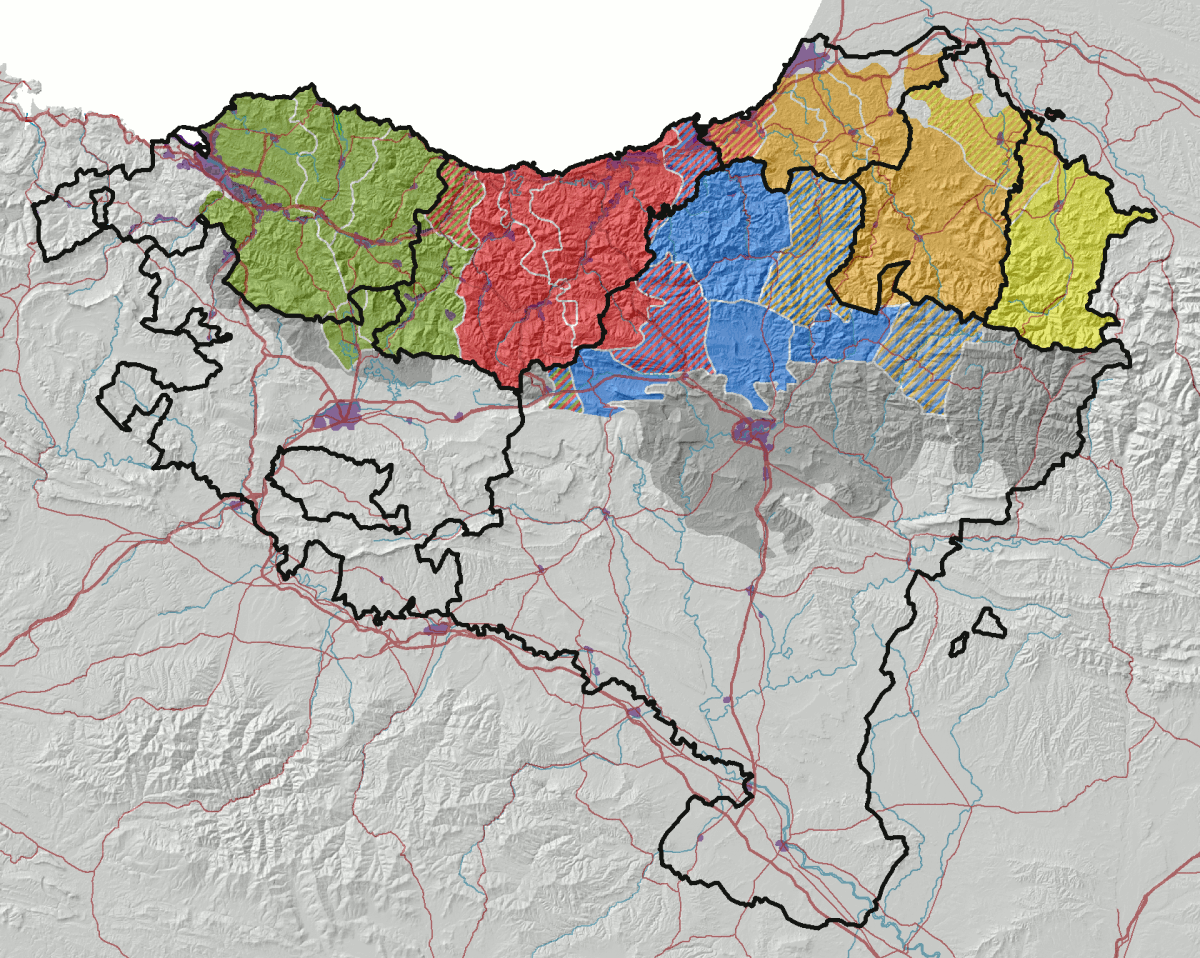
Distribución actual de los dialectos del euskera, según Koldo Zuazo:
dialecto occidental
dialecto central
dialecto navarro
dialecto navarro-labortano
dialecto suletino
zonas hispanófonas que eran vascófonas en el siglo XIX (de acuerdo con el mapa de Luis Luciano Bonaparte

La acepción histórico-antropológica de Vasconia hace alusión a las provincias de España y territorios de Francia durante la Edad Contemporánea donde podía constatarse el hecho cultural vascón, originario de la antigua Vasconia que no era común a todo al territorio, y también en el plano político y jurídico, las cuatro provincias españolas con instituciones forales. 
Se combina por un lado el ámbito político-jurídico de unas provincias con unos límites forjados durante la Edad Media, que fueron ajenas a la uniformización del modelo jurídico, político y administrativo del resto de España, conservando sus instituciones forales como reconocimiento a su fidelidad a la causa de Felipe V en la guerra de sucesión española. Y por otro la realidad lingüística de la población descendiente de los vascones, mayoritaria hasta el siglo XIX en Guipúzcoa, País Vasco francés , el norte de Navarra y este de Vizcaya, y minoritaria en Álava, oeste de Vizcaya y el sur de Navarra. 
Tanto el hecho lingüístico como el jurídico ejercen como denominador común para todos los territorios que comprenden Vasconia, aunque el primer aspecto no sea común a toda la población. Esta nueva acepción supone la ampliación del significado del término, el cual hasta el momento estaba circunscrito a los territorios donde se hablaba euskera, extendiéndose por todo el territorio foral de España, y manteniéndose dentro de los límites lingüísticos del euskera en Francia, país que abolió todos los privilegios del Antiguo Régimen con la revolución francesa y se perdió la referencia territorial de las antiguas provincias al ser también abolidas en 1790.

### Política

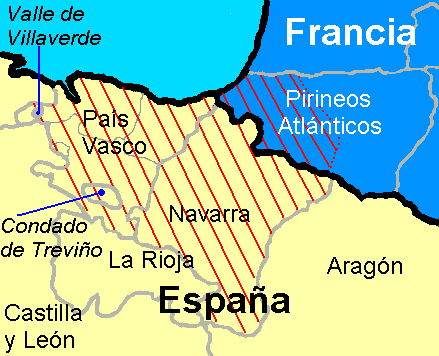
Rayado en color rojo el posible territorio que ocuparía Vasconia en España y Francia.

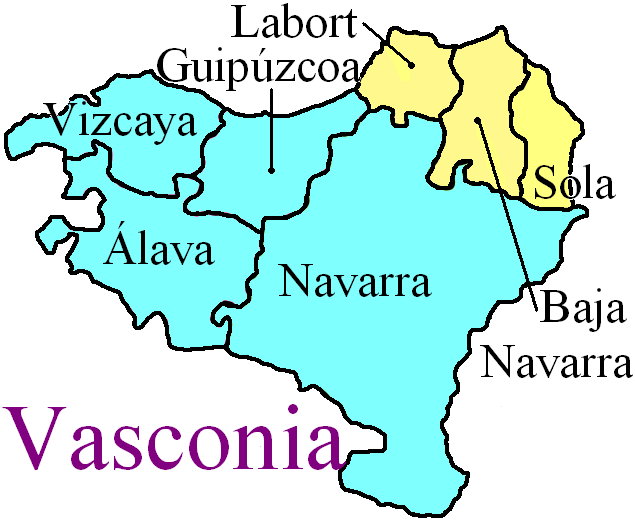
Las siete provincias que formarían Vasconia según la Real Academia de la Lengua Vasca y el nacionalismo vasco

El nacionalismo vasco surge a partir de las reformulaciones de las tesis tradicionalistas sobre la foralidad vasca propuestas por Sabino Arana, atribuyendo a los fueros el carácter de leyes de Estados soberanos, siendo este el centro de la interpretación vasquista de la historia y justificación de sus reivindicaciones políticas, magnificándose los períodos históricos en que los territorios de Vasconia estuvieron integrados unitariamente. El significado que atribuye el nacionalismo vasco a los fueros es la vasquidad, una particularidad cultural que les constituye en nación (cultural), la vasquidad la interpreta como el motivo de la existencia de los fueros, origen de la exclusividad foral en el conjunto de España. En la actualidad el nacionalismo vasco en sus distintas vertientes, fundamenta su discurso en torno al principio romántico de que a cada nación le corresponde un Estado, y que las naciones deben configurarse a partir de unidades políticas de decisión. Y a su vez el ámbito de decisión se define según el nacionalismo vasco con base en la nación cultural, es decir, un conjunto de individuos asentados en un territorio concreto que comparten una identidad nacional (también llamada cultura o identidad cultural). 
Por tanto, en esta nueva acepción radica en la nueva dimensión, en este caso política, que se da al hecho cultural vasco común a dos comunidades autónomas españolas y a parte de un departamento francés; en virtud de ello sus habitantes suponen, desde el nacionalismo, una comunidad política soberana con capacidad de decidir si estima necesario crear un estado vasco secesionado de España y Francia. Aunque el hecho cultural en sí no es absoluto ni predominante en todo el territorio reivindicado, y al igual sucede con el mismo nacionalismo con mayor éxito en el País Vasco, lo que les ha llevado a recibir críticas de movimiento irredentista desde el sur de Navarra.
En la siguiente tabla se detalla los territorios que reivindica el nacionalismo vasco como nación vasca, su extensión y población:
| País    | Territorio reivindicado                  | Extensión (km²) | Habitantes |
| ------- | ---------------------------------------- | --------------- | ---------- |
| España  | Navarra                                  | 10 391          | 601 874    |
| España  | País Vasco                               | 7234            | 2 133 684  |
| España  | Enclave de Treviño (Castilla y León)     | 280             | 1978       |
| España  | Valle de Villaverde (Cantabria)          | 20              | 368        |
| Francia | País Vasco francés (Pirineos Atlánticos) | 2943            | 248 481    |
|         | Vasconia                                 | 20 816          | 2 986 196  |

## Usos del término en la actualidad
Desde el nacionalismo vasco en castellano el término Vasconia no es utilizado, siendo sustituido por su forma en euskera: Euskal Herria, y en menor grado Euskadi, en detrimento de la designación en español al considerar que los topónimos deben emplearse en la lengua que consideran propia del territorio con independencia de la lengua que se esté hablando, como un derecho al reconocimiento de la propia identidad: 

[...] El movimiento romántico exhumó el viejo etnónimo [Vasconia] que reaparece pujante a finales del s. XIX. Cayó nuevamente en desuso con la aparición del nacionalismo aranista aunque lo conservaron los escritores y políticos no nacionalistas. En nuestros tiempos, cristalizadas en 1979 y 1984 las Comunidades Autónomas vasca y navarra, recobra nueva vida para designar a toda la comunidad histórico-antropológica vasca más allá del idiomático Euskal Herria.

Oficialmente, en el ámbito político y administrativo, el término como topónimo carece de uso. En otros ámbitos de distinta índole, se sigue empleando minoritariamente haciendo alusión a Navarra y el País Vasco o a lo originario de alguna de dichas comunidades autónomas.
- En el ámbito cultural, la Sociedad de Estudios Vascos edita una publicación seriada de Cuadernos de Historia-Geografía bajo el rótulo de Vasconia.[17] Recientemente, la Sociedad de Ciencias Aranzadi publicó el Atlas Etnográfico de Vasconia.[18]
- En el ámbito financiero, existía el Banco de Vasconia (perteneciente al Grupo Banco Popular Español), con sede central en Pamplona.
- En el ámbito económico, existen numerosas empresas tanto en España como en Hispanoamérica que emplean el topónimo en su nombre comercial como el Banco de Vasconia.
- En el ámbito deportivo, se emplea en clubes deportivos del País Vasco; cabe citar el club de baloncesto Saski Baskonia (Vasconia escrito con ortografía eusquérica) de Vitoria y los equipos de fútbol Club Deportivo Basconia de Basauri (Vizcaya) —filial del Athletic Club— y el Club Deportivo Vasconia de San Sebastián (Guipúzcoa).